# Оберн (Північна Дакота)
Оберн (англ. Auburn) — переписна місцевість (CDP) в США, в окрузі Волш штату Північна Дакота. Населення — 31 особа (2020).

## Географія
Оберн розташований за координатами 48°30′24″ пн. ш. 97°26′13″ зх. д. / 48.50667° пн. ш. 97.43694° зх. д. (48.506563, -97.436844).  За даними Бюро перепису населення США в 2010 році переписна місцевість мала площу 2,60 км², уся площа — суходіл.

## Демографія
Згідно з переписом 2010 року, у переписній місцевості мешкало 48 осіб у 17 домогосподарствах у складі 11 родини. Густота населення становила 18 осіб/км².  Було 21 помешкання (8/км²).
Расовий склад населення:
| - 100,0 % — білих |

До двох чи більше рас належало 0,0 %. Частка іспаномовних становила 6,3 % від усіх жителів.
За віковим діапазоном населення розподілялося таким чином: 27,1 % — особи молодші 18 років, 56,2 % — особи у віці 18—64 років, 16,7 % — особи у віці 65 років та старші. Медіана віку мешканця становила 43,5 року. На 100 осіб жіночої статі у переписній місцевості припадало 140,0 чоловіків;  на 100 жінок у віці від 18 років та старших — 133,3 чоловіків також старших 18 років.
Цивільне працевлаштоване населення становило 13 осіб. Основні галузі зайнятості: будівництво — 100,0 %.